# Pilszcz
Pilszcz (deutsch Piltsch, tschechisch Pilšť auch Pilšč; zeitweise auch Pulicz) ist eine Ortschaft in Oberschlesien. Der Ort liegt in der Gmina Kietrz im Powiat Głubczycki in der Woiwodschaft Oppeln in Polen.

## Geographie

### Geographische Lage
Das Angerdorf Pilszcz liegt 13 Kilometer südwestlich des Gemeindesitzes Kietrz, 27 Kilometer südöstlich der Kreisstadt Głubczyce (Leobschütz) sowie 90 Kilometer südlich der Woiwodschaftshauptstadt Opole (Oppeln). Ein Kilometer süd- und westlich des Dorfes verläuft die Grenze zu Tschechien. Der Ort liegt in der Nizina Śląska (Schlesische Tiefebene) innerhalb der Płaskowyż Głubczycki (Leobschützer Lößhügelland).
Pilszcz liegt am Piltscher Wasser. Durch den Ort verläuft die Woiwodschaftsstraße Droga wojewódzka 420. Der Ort liegt an der stillgelegten Bahnstrecke Baborów–Opava.

### Nachbarorte
Nachbarorte von Pilszcz sind Ludmierzyce (Leimerwitz) im Norden, Wiechowice im Südwesten, Uciechowice (Auchwitz) und Turków (Turkau) im Westen sowie Niekazanice (Osterwitz) und Nasiedle im Nordwesten. Jenseits der Grenze zu Tschechien liegen Pusté Jakartice (Wüst Jakartitz) im Südosten, Opava im Süden und Vávrovice (Wawrowitz) sowie Holasovice im Südwesten.

## Geschichte

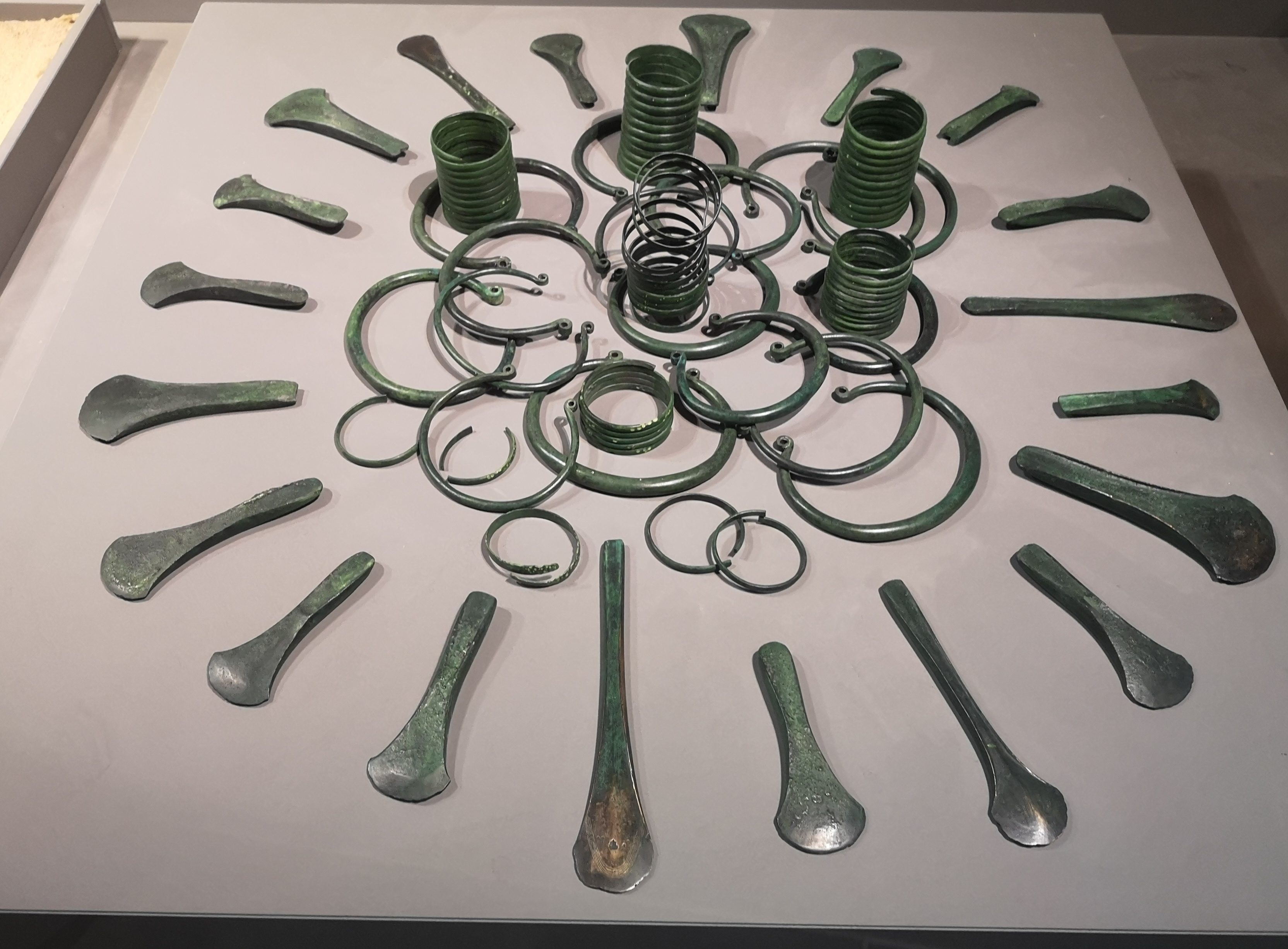
Hortfund von Pilszcz

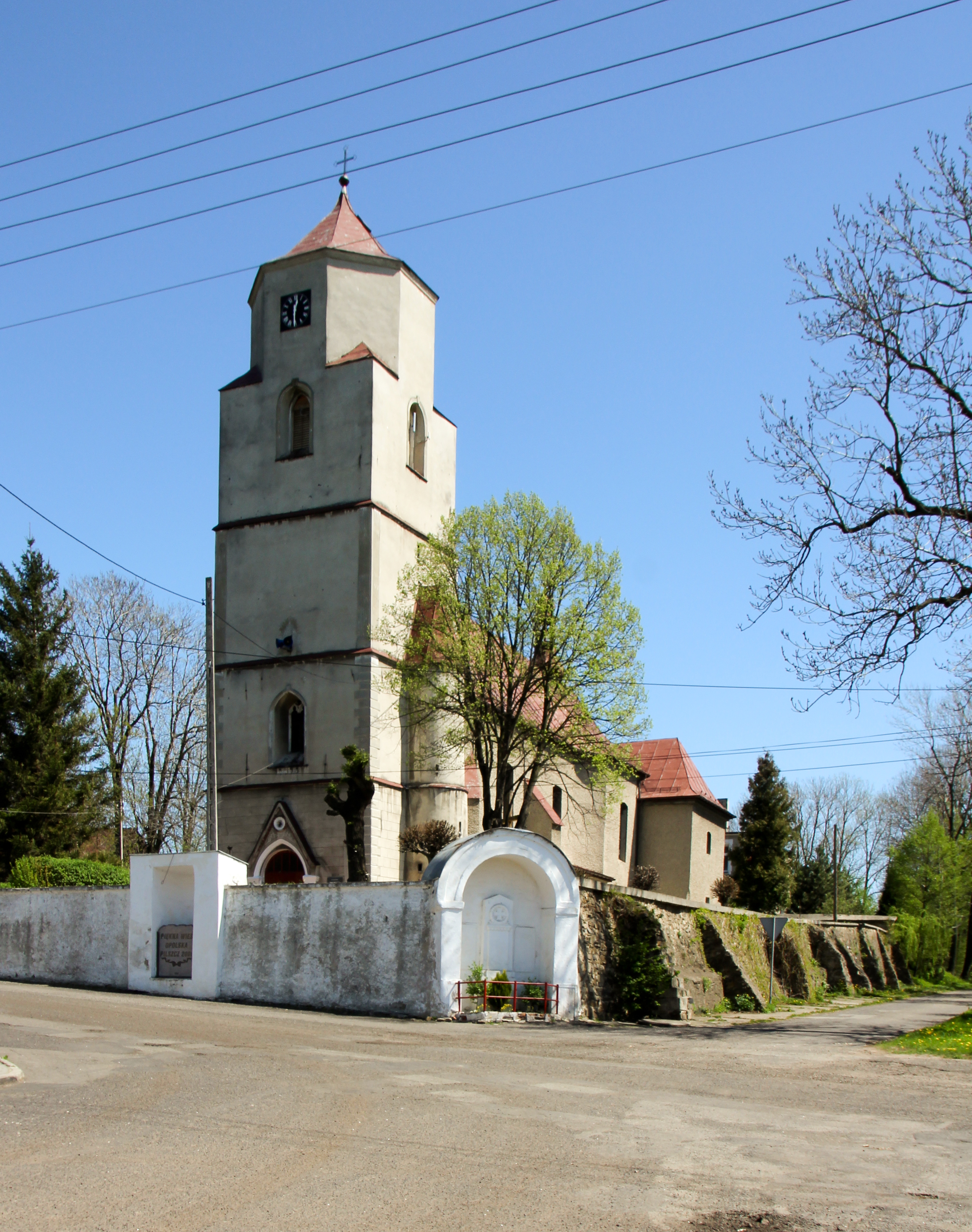
Mariä-Himmelfahrt-Kirche

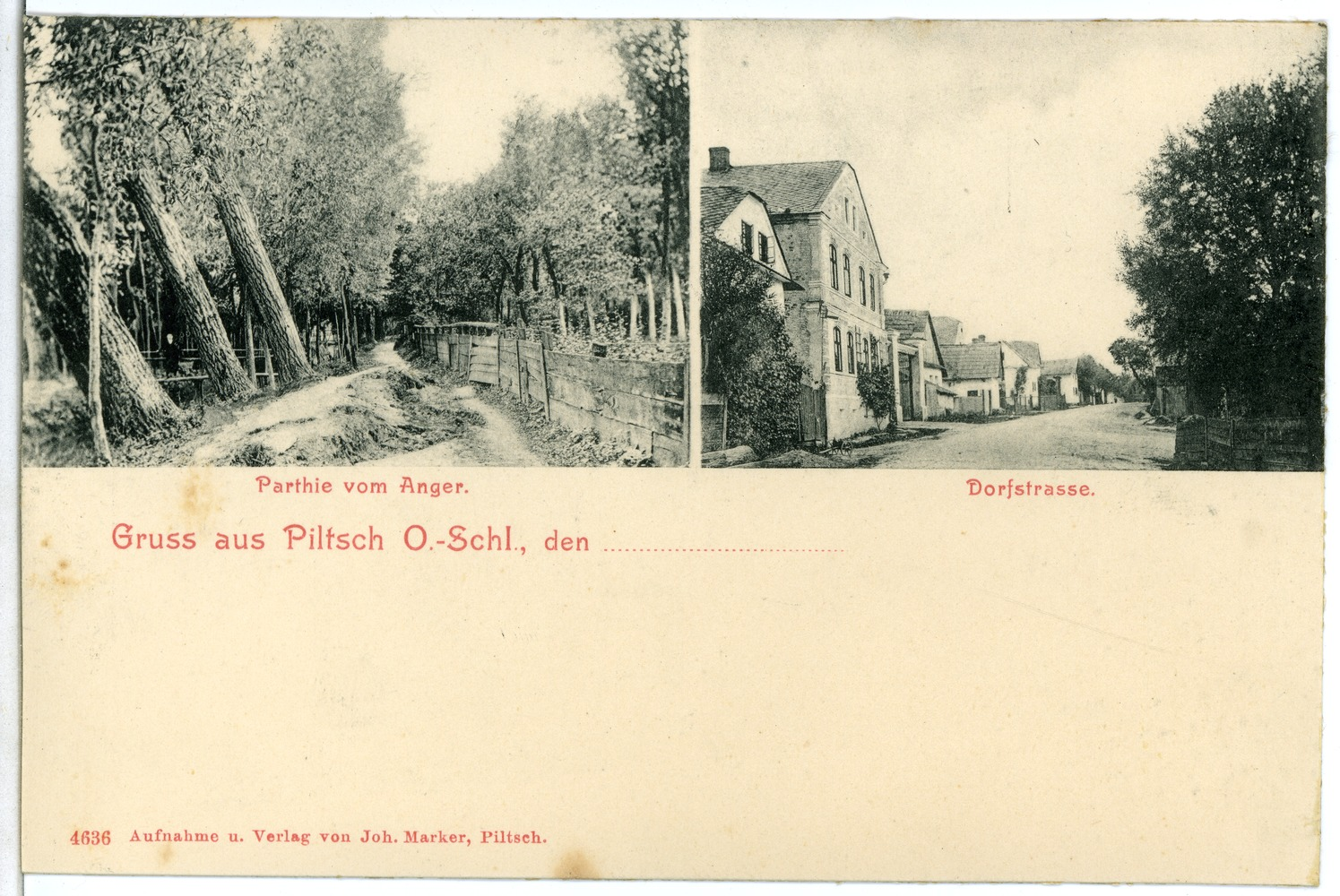
Historische Ansichtskarte von 1903

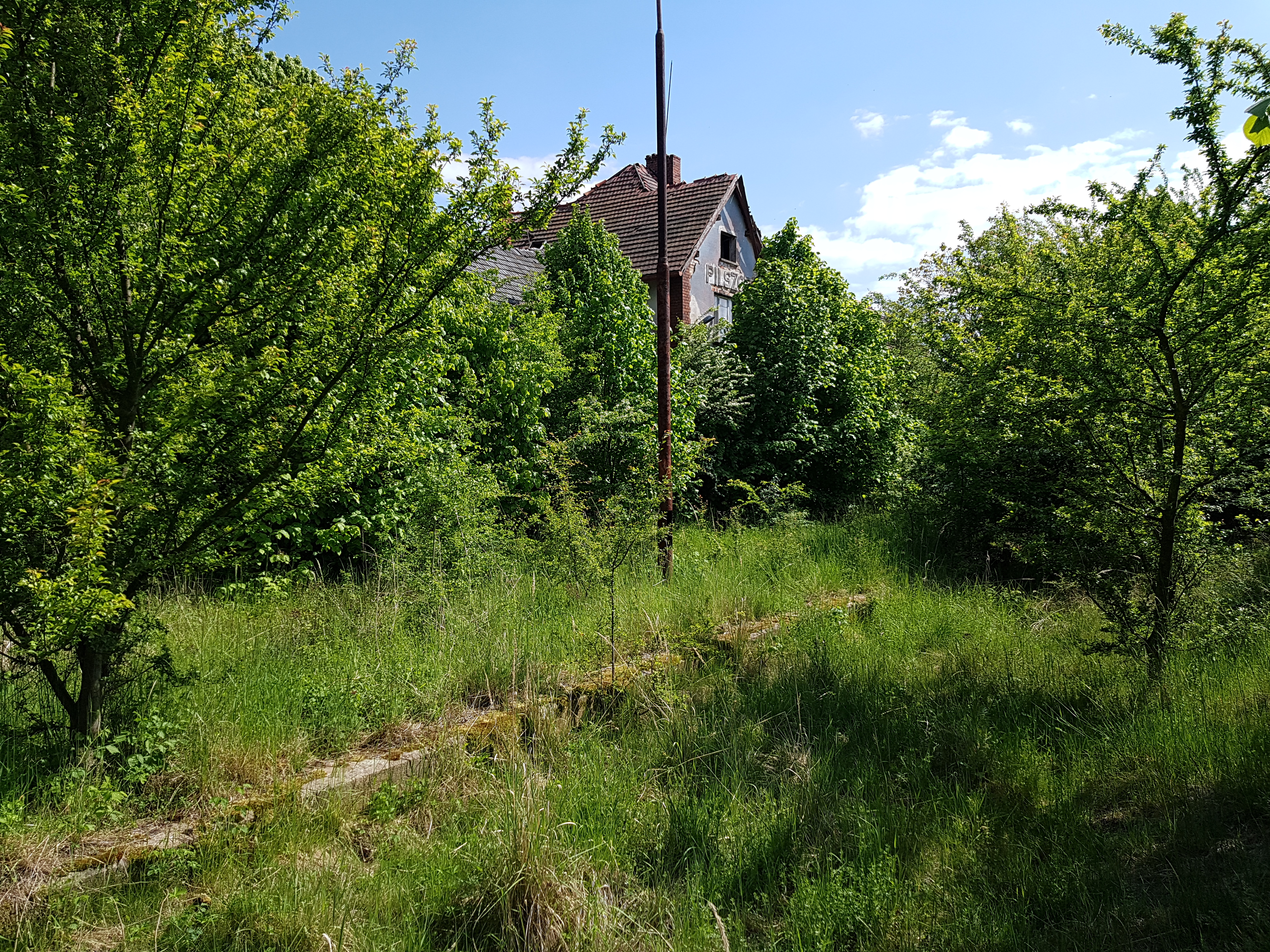
Ehemaliger Bahnhof Piltsch

Pilszcz wurde vermutlich in der ersten Hälfte des 13. Jahrhunderts auf der Flur zweier slawischen Siedlungen gegründet und als ein Angerdorf beiderseitig des Ostrabaches angelegt. Nach seiner Flur-, Dorf- und Gehöfteform entsprach es dem sogenannten Leobschützer Angerdorf und bildete den südlichen Ausläufer der deutschen Sprachinsel um Katscher. Politisch gehörte es zum Troppauer Land in Mähren und war vor 1255 im Besitz des mährischen Adligen und Znaimer Burggrafen Boček von Jaroslavice und Zbraslav, der es möglicherweise zusammen mit Milostovice und Plesná von seinem Vater, dem Olmützer Burggrafen Gerhard von Zbraslav (Gerhard ze Zbraslavi) geerbt hatte. Boček war seit 1252 auch Graf von Pernegg und gründete im selben Jahr das Zisterzienserkloster Saar. Diesem schenkte er nach seinem Tod 1255 testamentarisch die Hälfte von Piltsch, weshalb es vermutlich zeitweise auch als „Pulicz“ (halb, Hälfte) bezeichnet wurde. 1318 wurde Piltsch dem neu gegründeten Herzogtum Troppau und nach dessen Teilung 1377 dem Herzogtum Jägerndorf eingegliedert. Im selben Jahr gelangte es an den Höchsten Kämmerer von Olmütz, Wenzel/Václav (I.) von Krawarn auf Straßnitz († 1381), der neben Piltsch (Pulicz) auch Krawarn, Velké Hoštice, Kouty (Kut), Rozumice (Rosenicz), Vrbka und Kylešovice (Jilešovice?) sowie weiteren Gebietsanteile besaß. Vermutlich wegen der Hussitenkriege gelangte Piltsch unter Peter (II.) von Krawarn auf Straßnitz († 1434), der 1417–1419 und dann erst wieder 1422–1425 Landeshauptmann von Mähren war, um 1420 an das Herzogtum Jägerndorf zurück, mit dem es bis 1742 verbunden blieb. In diesem Jahr fiel es als Folge des Ersten Schlesischen Kriegs zusammen mit fast ganz Schlesien an Preußen. Da die Grenze zu Österreichisch-Schlesien südlich von Piltsch verlief, wurden die Verbindungen dorthin abgerissen, wodurch es wirtschaftlich in eine Grenzlage geriet. Kirchlich gehörte Piltsch weiterhin zum Bistum Olmütz, wobei der an Preußen gefallene Teil des Bistums vom 1742 gegründeten Kommissariat Katscher verwaltet wurde. Am 27. Juli 1777 zerstörte ein starker Sturm zahlreiche Gebäude im Ort, darunter das Pfarrhaus, die katholische Pfarrkirche, die örtliche Schule und 28 Wohnhäuser.
Nach der Neuorganisation der Provinz Schlesien gehörte die Landgemeinde Piltsch ab 1816 zum Landkreis Leobschütz im Regierungsbezirk Oppeln. 1845 bestanden im Dorf eine katholische Pfarrkirche, eine katholische Schule, eine Brauerei, eine Brennerei, eine Wassermühle, fünf Windmühlen und 243 Häuser. Im gleichen Jahr lebten in Piltsch 1359 Menschen, davon 11 evangelisch. 1861 zählte Piltsch 1458 Einwohner sowie 63 Bauern-, 263 Gärtner- und 87 Häuslerstellen sowie vier Windmühlen, eine Ölmühle und eine Wassermühlen. Die katholische Schule zählte im gleichen Jahr 212 Schüler. 1874 wurde der Amtsbezirk Piltsch gegründet, welcher die Landgemeinden Piltsch, Rösnitz und Steuberwitz umfasste.
Bei der Volksabstimmung in Oberschlesien am 20. März 1921 stimmten in Piltsch 1089 Personen für einen Verbleib bei Deutschland und 5 für Polen. Piltsch verblieb wie der gesamte Stimmkreis Leobschütz beim Deutschen Reich. Zwischen 1923 und 1924 wurde das Dorf elektrifiziert. 1933 zählte der Ort 1488 sowie 1939 1469 Einwohner. Bis 1945 gehörte der Ort zum Landkreis Leobschütz. Mitte März 1945 flüchtete die Bevölkerung in Richtung Sudetenland. Am 27. März nahm die Rote Armee Piltsch nach heftigen Kampfhandlungen ein. Zahlreiche Gebäude wurden im Ort zerstört. Die katholische Pfarrkirche erlitt mehrere Bombentreffer, wobei der Dachstuhl und der Glockenturm zerstört wurden.
1945 kam der bisher deutsche Ort unter polnische Verwaltung, wurde in Pilszcz umbenannt und der Woiwodschaft Schlesien angeschlossen. Im Mai 1945 kehrte ein Großteil der zuvor geflüchteten Bevölkerung zurück. Im August 1946 wurde die deutsche Bevölkerung vertrieben. 1950 wurde Pilszcz der Woiwodschaft Oppeln zugeteilt. Anschließend war es bis 1954 Sitz der gleichnamigen Landgemeinde. Zusammen mit dem Kommissariat Katscher/Kietrz, das bis dahin zum Erzbistum Olmütz gehörte, gliederte Papst Paul VI. Pilszcz 1972 in das Bistum Oppeln ein. 1999 wurde es Teil des wiedergegründeten Powiat Głubczycki.

## Sehenswürdigkeiten

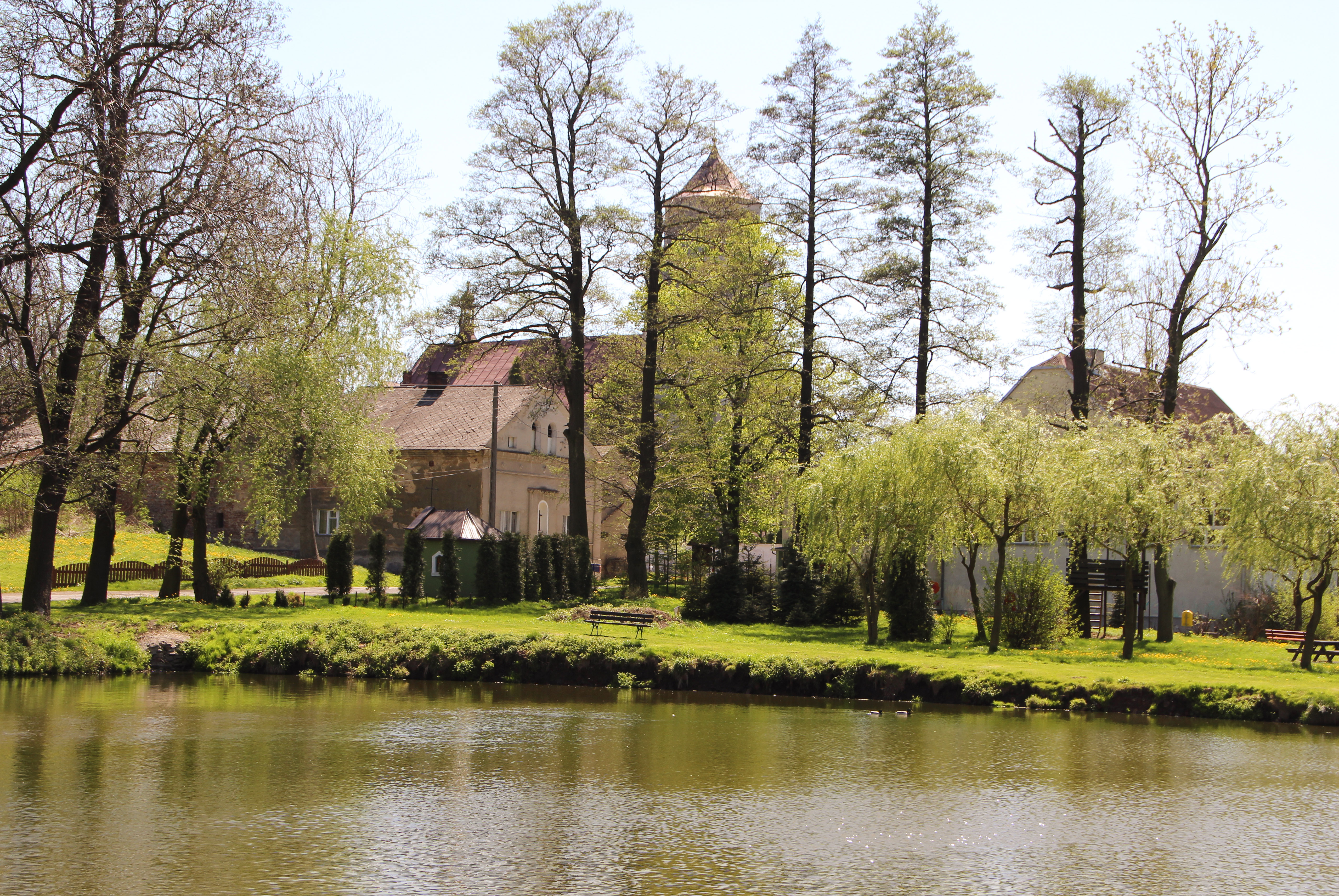
Dorfteich mit Pfarrkirche

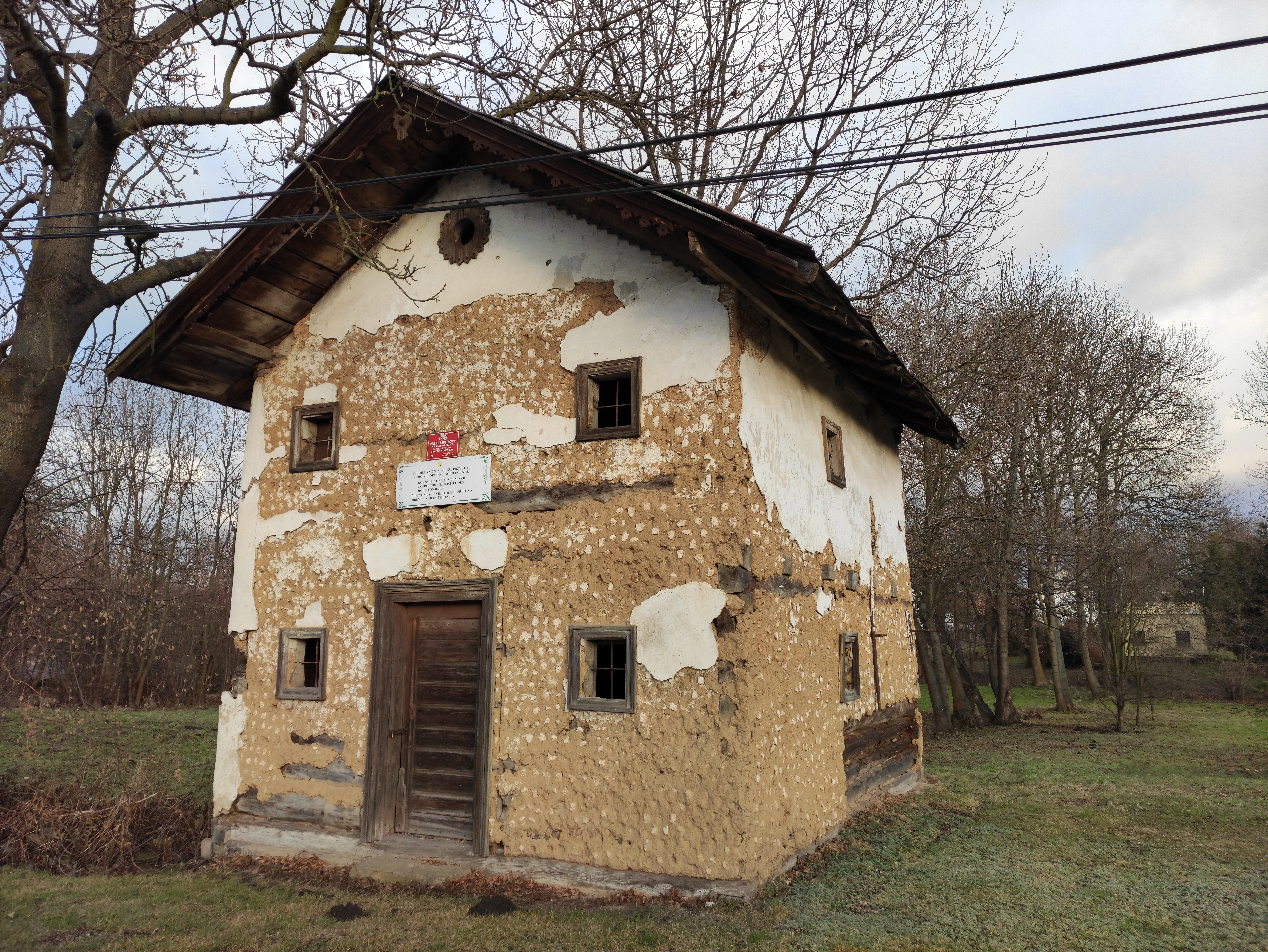
Laimes - Lehmspeicher

- Die römisch-katholische Mariä-Himmelfahrt-Kirche (poln. Kościół Wniebowzięcia NMP) stammt aus dem 16. Jahrhundert. 1777 wurde der Kirchenbau im Stil des Barocks umgebaut. Die Seitenaltäre stammen aus dem Klarissinenkloster in Troppau, das 1781 im Rahmen der Josephinischen Reformen aufgelöst wurde. Der Kirchenbau steht seit 1948 unter Denkmalschutz.[9]
- Laimes
- Denkmal für die Gefallenen des Ersten Weltkriegs
- Empfangsgebäude des ehemaligen Bahnhofs
- Dorfteich
- Steinerne Wegekapelle
- Hölzernes Wegekreuz

## Vereine
- Freiwillige Feuerwehr OSP Pilszcz
- Fußballverein LZS Football Club Pilszcz